# Värmländsk Voodoo
Värmländsk Voodoo är en TV-inspelning av en humorföreställning med Johan Östling och Björn Ling från 2022 som hade premiär på TV4 Play den 18 augusti 2023.

## Handling
Humorföreställningen med det värmländska humorparet har temat "allting ordnar sig och att det faktiskt går att påverka". Några av fenomenen som avhandlas i föreställningen är magiska potatisar, en missförstådd äppelmosleverantör, antirenovering och varför man absolut inte bör köpa hund. Är vi egentligen skapta för att ingå äktenskap med ett vattenpass? Varför låtsas vi att rawbollar är goda?

## Medverkande
- Johan Östling
- Björn Ling